# Ithomia peruana
Ithomia peruana är en fjärilsart som beskrevs av Osbert Salvin 1869. Ithomia peruana ingår i släktet Ithomia och familjen praktfjärilar. Inga underarter finns listade i Catalogue of Life.